# Turó de Mas Miquel
El Turó de Mas Miquel és una muntanya de 312 metres que es troba al municipi de Vallromanes, a la comarca del Vallès Oriental.